# Aili Vint
Aili Vint (nascida a 25 de abril de 1941, em Rakvere) é uma designer gráfica e pintora estoniana.
Em 1967 formou-se no Instituto de Arte do Estado da Estónia.
Entre 1964 e 1970 foi membro do ANK '64 e desde 1970 é uma artista freelance.

## Prémios
- 2002: Ordem da Estrela Branca, IV classe[2]